# Květoslav Chvatík
Květoslav Chvatík (19. ledna 1930 Bystřice pod Hostýnem – 16. ledna 2012 Kostnice, SRN) byl český filozof, estetik, historik umění a literární teoretik, který se věnoval zejména teorii a dějinám moderní české literatury a výtvarného umění.

## Život a kariéra
Pocházel z rodiny venkovského zahradníka. Vystudoval reálné gymnázium v Holešově. Na přelomu let 1949/1950 tamtéž působil jako první předseda okresní rady Pionýra-Junáka. Dále od roku 1950 studoval na Vysoké škole politických a hospodářských věd v Praze, ve druhém ročníku přestoupil na filozofickou fakultu Univerzity Karlovy, na obor marxistická filozofie – estetika. Vstoupil do KSČ. Absolvoval v roce 1954 diplomovou prací Estetické názory Jiřího Wolkra.
V letech 1958–1970 působil jako vědecký pracovník Filozofického ústavu ČSAV, kde jej ovlivnili zejména Robert Kalivoda, Karel Kosík a Jan Patočka. Po habilitaci publikoval svou kandidátskou práci. Od roku 1964 přednášel externě estetiku na FF UK. V letech 1968–1969 byl na stipendiu na univerzitě v Mnichově. Po vyloučení z KSČ byl propuštěn z Filozofického ústavu a v letech 1970–1979 byl knihovníkem v knihovně Ústavu teorie a dějin umění ČSAV v Haštalské ulici v Praze.
Roku 1979 s manželkou a nevlastním synem Viktorem Koženým emigroval do Mnichova. Roku 1980 získali politický azyl ve Spolkové republice Německo, později také německé státní občanství. Dále žil v Kostnici, kde byl v letech 1982–1989 hostujícím profesorem v rámci Fachgruppe Literaturwissenschaft na Univerzitě v Kostnici. V letech 1990–1991 byl hostujícím profesorem na univerzitě v Mnichově. V roce 1991 byl penzionován. Přednášel a účastnil se konferencí na řadě univerzit (Amsterdam, Curych, Bern, Freiburg im Breisgau, Brémy, Göttingen, Bamberk, Klagenfurt, Tübingen aj.),
Po listopadu 1989 žil střídavě v České republice, ve Švýcarsku, ve Francii a na Bahamách u Viktora Koženého.

## Dílo
Květoslav Chvatík je autorem řady studií, z nich nejznámější a opakovaně vydávané jsou Smysl moderního umění a Svět románů Milana Kundery o prozaickém díle spisovatele Milana Kundery.

### Texty v jiných publikacích
- Teige Karel, Jarmark umění, Československý spisovatel, Praha 1964 (editor, doslov)
- Mukařovský Jan, Studie z estetiky, Odeon, nakladatelství krásné literatury a umění, n.p., Praha 1966
- Teige Karel, Zápasy o smysl moderní tvorby (studie z 30. let), Československý spisovatel, Praha 1969
- Effenberger Vratislav, Realita a poesie (K vývojové dialektice moderního umění), Mladá fronta, nakladatelství, Praha 1969 (doslov)
- Mukařovský Jan, Studie z estetiky (Výbor z estetických prací Jana Mukařovského z let 1931–1948), Odeon, nakladatelství krásné literatury a umění, n.p., Praha 1971 (uspořádání, poznámka, jmenný rejstřík)